# Dactylaspis calcarata
Dactylaspis calcarata är en insektsart som först beskrevs av Ferris 1921.  Dactylaspis calcarata ingår i släktet Dactylaspis och familjen pansarsköldlöss. Inga underarter finns listade i Catalogue of Life.